# Pheidole symbiotica
Pheidole symbiotica é uma espécie de insecto da família Formicidae.
É endémica da Argentina.